# Sand (chanson de Saba)
Pour les articles homonymes, voir Sand.
Chansons représentant le Danemark au Concours Eurovision de la chanson
Breaking My Heart de Reiley
(2023)
Sand est une chanson de la chanteuse et actrice danoise Saba. Elle  a été sélectionnée pour représenter le Danemark au Concours Eurovision de la chanson 2024.

## Contexte et composition
La  chanson est   écrite et composée par Jonas Thander, Melanie Wehbe et Pil Kalinka Nygaard Jeppesen. Elle est publiée le 25 janvier 2024 par le groupe Warner Music Danemark dans le  cadre de l'annonce officielle de sa participation au Dansk Melodi Grand Prix 2024. Dans des interviews, son interprète Saba déclare que la chanson est un moyen d'exprimer le sentiment de perte de contrôle, en utilisant la métaphore du sable qui glisse et tombe entre les mains comme métaphore de la chanson. Elle déclare également s'être inscrite au Dansk Melodi Grand Prix 2024 avec cette chanson après avoir vu l'artiste suédoise Loreen remporter l'Eurovision 2023.  

## Eurovision 2024

### Dansk Melodi Grand Prix 2024
Le diffuseur danois DR organise un concours à huit participants, le Dansk Melodi Grand Prix 2024, pour sélectionner son représentant à l'Eurovision 2024. Le concours consiste en une grande finale unique dont le vainqueur est sélectionné à l'issue de deux tours de scrutin :  au premier tour, trois candidats sur huit se qualifient pour la superfinale au cours de laquelle le gagnant est choisi par une combinaison 50/50 de votes télévisés et de jurys,.
La participation de Saba avec sa chanson Sand est officiellement annoncée le 25 janvier 2024et la chanson est tirée au sort pour se produire en premier lors du concours.Lors de la finale, elle se qualifie pour la superfinale qu'elle remporte avec un total combiné de 37% des points, soit 3% de plus que Basim et sa chanson Johnny, arrivés en seconde position. Grâce à cette victoire, la chanson est sélectionnée pour représenter le Danemark au Concours Eurovision de la chanson 2024.

### À l'Eurovision
À l'Eurovision, le Danemark  se produit lors de la première moitié de la deuxième demi-finale le 9 mai 2024  à laquelle votent l'Espagne, la France et l'Italie ainsi que «le reste du monde » . En cas de qualification, elle participera à la finale le 11 mai 2024 .